# Grünenberg (Adelsgeschlecht)

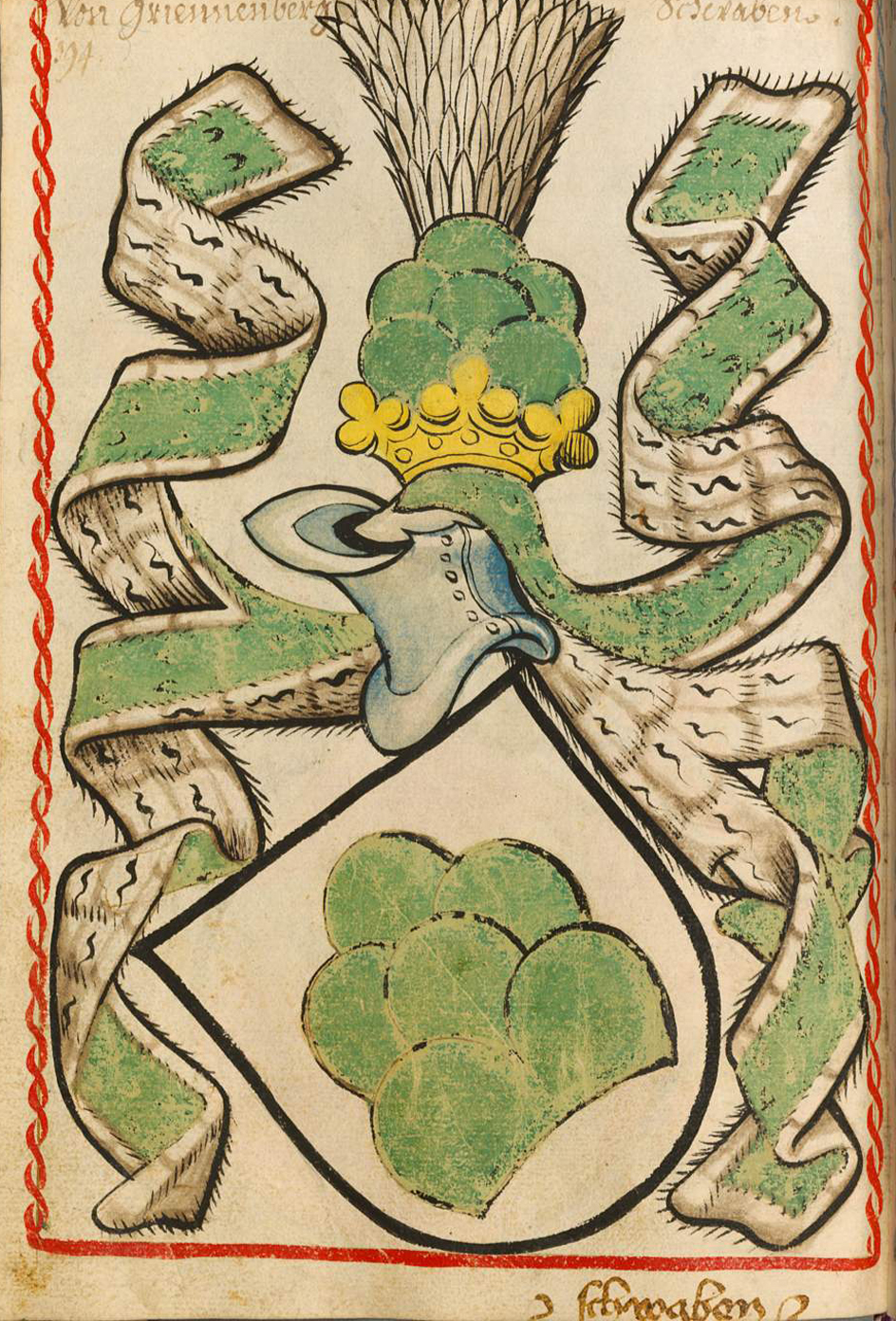
Wappen Grünenberg im Scheiblerschen Wappenbuch

Die Freiherren von Grünenberg waren eine weit verzweigte Adelsfamilie, deren Vertreter von der Mitte des 12. bis in die Mitte des 15. Jahrhunderts im schweizerischen Mittelland, vor allem im heutigen Bernischen Oberaargau, sowie im Elsass und im Südbadischen, vor allem im heutigen Markgräflerland und im Breisgau, in Erscheinung traten. Für diese Zeit des ausgehenden Mittelalters sind rund einhundert Personen bekannt, die mit grosser Sicherheit der Familie zugeordnet werden können.

## Geschichte

### Mutmassliche Ahnen und Vorfahren der Freiherren von Grünenberg
Im Jahr 1192 traten drei Brüder als Ministerialen der Kirche von Konstanz in Erscheinung. Hugo von Grünenberg, 1176 erstmals erwähnt, übertrug vor dem 25. März 1192 zusammen mit seinem Bruder Conrad ein Gut in Bankholzen und ein Gut in Bohlingen an das Domkapitel von Konstanz. Die beiden Güter waren Leibgedinge ihres Bruders, des Schenken Arnold II., für dessen Ehefrau. Hugo war zuvor in die Konfraternität aufgenommen und mit einer Pfründe ausgestattet worden. Er erhielt eine Wohnstätte (curia canonicalis). Der damalige Bischof Diethelm von Krenkingen überliess die beiden Güter durch die Hand des Dompropstes Ulrich dem Hugo von Grünenberg als Lehen (feodum claustralis). Der Vater der drei Brüder, Arnold I., wurde 1162 als Ministeriale der Kirche von Konstanz erwähnt. Seit der zweiten Hälfte des 12. Jahrhunderts lassen sich am Hofe des Konstanzer Bischofs die klassischen vier Hofämter des Marschalls, des Truchsessen, des Kämmerers und des Schenken nachweisen. Diese Ämter waren überwiegend mit Hochstiftsministerialen besetzt. Sie trugen den Titel "ministerialis ecclesiae Constantiensis". Arnold II. war als Schenk einer der Träger dieser vier Hofämter. Es wird vermutet, dass er der Vater von Heinrich I. von Grünenberg gewesen sein könnte, der 1224 im oberen Aargau in Erscheinung trat. Die Familie hatte ihren Sitz auf der Burg Grünenberg, dem späteren Kloster Grünenberg in Bankholzen auf dem Gebiet der heutigen Gemeinde Moos (am Bodensee). Die Familie nannte sich auch "von Bankholzen".
Die Freiherren von Langenstein, von denen sehr wenig bekannt ist, gehörten vermutlich zum alteingesessenen Adel in der Gegend des heutigen Bernischen Oberaargaus und des Luzerner Hinterlandes. Sie traten 1194 in Erscheinung, indem sie das Zisterzienserkloster Sankt Urban gründeten und mit reichlich Grundbesitz aus ihrem Eigentum ausstatteten. Wenig später starben sie aus. Vermutlich über eine Erbtochter fiel der allergrösste Teil der langensteinischen Herrschaft an die Freiherren von Grünenberg. Ein kleinerer Teil aus dem Besitz der Langenstein gelangte über frühere Mitgiften in die Hände der Ritter von Luternau und der Freiherren von Balm.

### Die Grünenberg im oberen Aargau
Den Freiherren von Grünenberg gehörte die gleichnamige Adelsherrschaft in der Zeit des 12. bis zu Beginn des 15. Jahrhunderts sowie drei einzelne Burganlagen im dreiteiligen Burgenkomplex Langenstein, Schnabelburg und Grünenberg in der Gemeinde Melchnau (Kanton Bern, Schweiz). Die Adelsherrschaft bestand aus grund- und gerichtsherrschaftlichem Eigentum, zu dem die Dörfer Melchnau, Gondiswil, Madiswil, Busswil, Leimiswil und Reisiswil gehörten.
Daran fügte sich im 14. und 15. Jahrhundert entsprechend dem weiten Aktionsfeld der Grünenberg vom Zürichsee bis ins Berner Oberland sowie im Südbadischen weiterer Besitz: Durch Heirat erworbene Herrschaften (zum Beispiel Burg und Dorf Aarwangen), Lehen (das sanktgallische Meieramt im Dorf Rohrbach, das kyburgische Dorf Bleienbach) sowie habsburgischer und kyburgischer Pfandbesitz, so unter anderem das Städtchen Huttwil, das Innere Amt Wolhusen (Entlebuch), Burg und Stadt Rothenburg, das Städtchen Wangen an der Aare. Im Burgdorferkrieg nahmen die Berner 1383 eine der Burgen auf dem Melchnauer Schlossberg, nach der Überlieferung die Grünenberg, und „brachen“ sie (das heisst, sie versetzten sie in einen verteidigungsunfähigen Zustand). Nach den archäologischen Untersuchungen in den 1990er Jahren wurde keine der drei Anlagen damals zerstört („geschleift“). Die Stadt Bern setzte jedoch ein Öffnungsrecht für die Burg Grünenberg durch.
Als Gefolgsleute der Habsburger nahmen auch Vertreter der Familie an der Schlacht bei Sempach teil. Der Name Hans oder Johans von Grünenberg erscheint unter den Gefallenen in den Chroniken des 15. Jahrhunderts sowie in der Schlachtkappelle von Sempach. Dessen Einordnung in die Familie ist unklar.

### Die Grünenberg im Südbadischen
- Die Grünenberg als Eigentümer von Wasserschloss und Herrschaft Binzen (bei Lörrach)
- Die Grünenberg als Oberschultheissen der Stadt Breisach

### Die Erben und Rechtsnachfolger
Der letzte männliche Vertreter der Freiherrenfamilie, Wilhelm von Grünenberg, verkaufte 1432 Burg und Herrschaft Aarwangen um 8'000 Gulden der Stadt Bern. Im Zuge des Alten Zürichkrieges, den Grünenberg auf der Seite Habsburg-Österreichs und der Stadt Zürich bestritt, annektierte die Stadt Bern 1444 die Burg Grünenberg und richtete dort eine kleine Landvogtei ein, die nur wenig später mit der benachbarten und deutlich grösseren Landvogtei Aarwangen zusammengelegt wurde.
Über seine Töchter gelangte der verbliebene Teil der Herrschaft nach Wilhelms Tod an verschiedene Schwiegersöhne. Im Laufe von nur wenigen Jahren fielen diese Erbteile, in den Quellen die „Herrschaft Langenstein“ genannt, in die Hände der Familie von Luternau. 1480 mussten diese die Burg Langenstein und den verbliebenen Teil der ehemals grünenbergischen Herrschaft ebenfalls der Stadt Bern verkaufen. Die drei Burgen wurden dem Verfall überlassen und als Steinbruch genutzt. An der Stelle der Burg Langenstein wurde zudem im 19. Jahrhundert zusätzlich Sandstein gebrochen, so dass der ursprüngliche Burghof heute vollständig abgetragen ist.

## Wappen

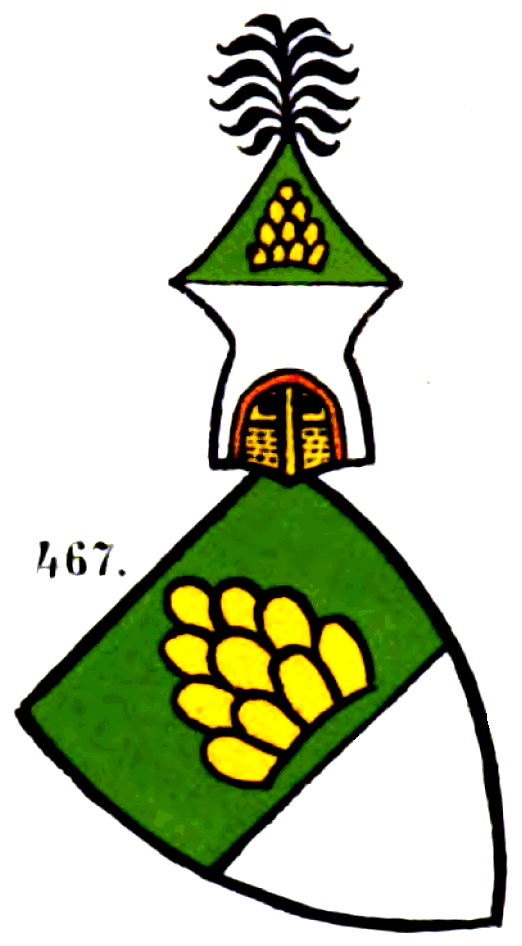
Wappen der Grünenberg in der Zürcher Wappenrolle (ca. 1340)

Blasonierung: In Silber ein grüner, schwebender Sechsberg (1:2:3 Berge). Als Helmzier kommen die sechs Berge mit einigen Federn vor, manchmal auch eine Art Hütchen mit den Bergen im oberen Teil. Die Helmdecken sind aussen Grün, innen natürlicher Hermelin.
In der Zürcher Wappenrolle erscheint das Wappen grün-silbern geteilt, darin oben ein schwebender goldener „Zehnberg“ (1:2:3:4). Auf dem Helm ein Spitzhut mit dem geteilten Schildbild, oben besteckt mit einem Busch 12 schwarzer Hahnenfedern.

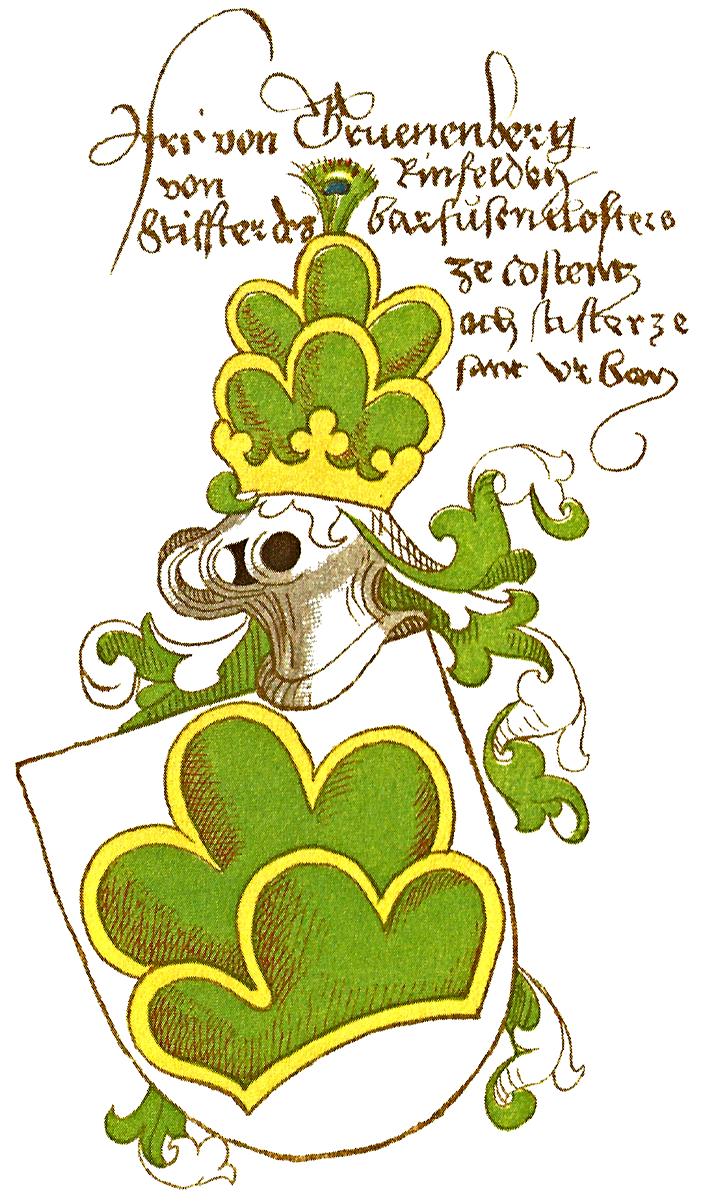
Wappen der Grünenberg im Wappenbuch von Conrad Grünenberg (15. Jahrhundert)

Der Konstanzer Ritter und Bürger Conrad Grünenberg zeichnete das Wappen der Freiherren von Grünenberg (mit denen er nicht verwandt war) in seinem Wappenbuch von 1483 als schwebender grüner Sechsberg mit Goldrändern (3:3 Berge). Als Helmzier führte das Wappen auf einer goldenen Freiherrenkrone eine Mütze aus dem gleichen Sechsberg, bekrönt mit einer Pfauenfeder. Die Helmdecken sind aussen Silber, innen Grün. Die Familie wird im Text aus Rheinfelden stammend und als Stifter der Barfüsser von Konstanz sowie der Zisterze von St. Urban bezeichnet.
Das Wappen erscheint auch im Scheiblerschen Wappenbuch (da jedoch auch mit dem Sechsberg 3:3), andeutungsweise mit zusätzlichen, auch anderswo zuweilen belegten goldenen (gelben) Rändern um die sechs grünen Berge. Der Stechhelm der Helmzier trägt im Scheiblerschen Wappenbuch eine goldene Freiherrenkrone.

### Das Wappen in den Siegeln
Die Freiherren von Grünenberg führten den Sechsberg auch in ihren zahlreich überlieferten Siegeln, manchmal jedoch auch als Zehnberg mit vier Reihen von Bergen (1:2:3:4), mit fünf Reihen und 15 Bergen (1:2:3:4:5) oder gar mit noch mehr Bergen.

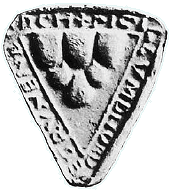
Heinrich II. der Ältere, Mitte des 13. Jahrhunderts: Schildsiegel, gestürzter Sechsberg
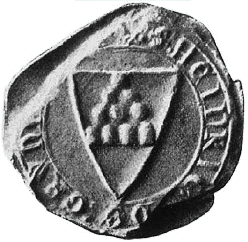
Heinrich III. der Jüngere, 1279, Rundsiegel, Schild mit Zehnberg
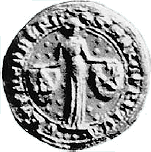
Margaretha von Kien (Ehefrau von Petermann I.): Rundsiegel, stehende weibliche Figur mit zwei Wappenschildern, rechts Sechsberg, links Kien
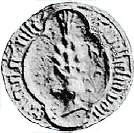
Wilhelm, 1450: Rundsiegel, in länglichem Vierpass Helm mit Helmzier, darauf der grünenberische Sechsberg

### Weitere Wappenverwendung
Die Gemeinde Melchnau, wo sich einst der Stammsitz der Freiherren befand, führt das Wappen unverändert. Die Gemeinde Eriswil führt das Wappen in gewandelten Farben: der Wappenschild ist Rot. Eriswil gehörte den Grünenbergern als Eigentümer der Herrschaft Rohrbach BE, wo der grünenbergische Sechsberg im Schildfuss des Gemeindewappens erhalten ist. Das Wappen selber ist in Rot ein goldener Stern.

Melchnau
Eriswil
Rohrbach BE
Courtételle JU

Als der Berner Schultheiss Niklaus Friedrich von Mülinen (1760–1833) im Jahr 1816 von Kaiser Franz I. von Österreich in den erblichen Grafenstand erhoben wurde, nahm er als Nachfahre Johanns III. von Grünenberg, genannt der Grimme, den grünenbergischen Sechsberg mit gelbem Rand als eine der fünf Helmzierden in sein Wappen auf.

## Stand der Forschung
August Plüss, ein Historiker aus Langenthal, wählte die Adelsfamilie von Grünenberg als Thema für seine Doktorarbeit, die 1900 erschien. Sie ist mit ihrer fundierten Quellenauswertung bis heute das Standardwerk zum Thema. Plüss stützte sich dabei auf die Privatbibliothek der Familie von Mülinen und eine Genealogie von Gottfried von Mülinen. Sein Doktorvater war der Berner Geschichtsprofessor Wolfgang Friedrich von Mülinen (1863–1917). Mit seinem Artikel Freie von Grünenberg und Langenstein von 1904 im Genealogischen Handbuch zur Schweizer Geschichte reichte er im Vergleich zu seiner Doktorarbeit einige ergänzende und korrigierende Angaben über die Grünenberg nach.
Auf Grünenberg fand 1949 eine erste wissenschaftliche Grabung statt. Dabei wurde der einmalige, noch in situ erhaltene Boden aus reliefierten St.-Urban-Bodenplatten der ehemaligen Burgkapelle gefunden.
1992 bis 1998 wurde die Burgruine einer Sanierung unterzogen, die archäologisch begleitet wurde. Trägerin für die Massnahmen war die Stiftung Burgruine Grünenberg, die Arbeiten erfolgten durch den Archäologischen Dienst des Kantons Bern. In dieser Zeit verfasste der Langenthaler Historiker Max Jufer (* 1922 in Lotzwil) im Auftrag der Stiftung Burgruine Grünenberg eine Neufassung zur Geschichte der Adelsfamilie, die 1994 für ein breiteres Publikum ansprechend illustriert erschien.

## Personen
- Heinrich II. der Ältere von Grünenberg (erw. 1224; gest. nach 13. April 1286), Freiherr und Ritter
- Markwart VII. von Grünenberg (gest. am 18. Oktober 1376 in Fahr), Freiherr und Mönch in Einsiedeln, vom 31. Mai 1330 bis zum 21. Januar 1356 als Propst des Frauenklosters Fahr erwähnt, vom 17. Mai 1364 bis zu seinem Tode Abt des Klosters Einsiedeln und Reichsfürst
- Margaretha II. von Grünenberg (gest. zwischen 6. Dezember 1379 und 1380), Freifrau und Nonne in Säckingen, bis 1355 Coadjutrix, ab dann bis zu ihrem Tode Äbtissin des Damenstifts Säckingen und Reichsfürstin, hatte das Stift mit höchstem Lob geleitet
- Petermann I. von Grünenberg (erw. ab 1329; gest. 1375 oder 1376), Ritter, Herr von Aarwangen
- Wilhelm von Grünenberg (geb. vor 1382; gest. am 9. Mai 1452), Ritter und Diplomat im Gefolge der Herzöge von Österreich